# زفتال
زفتال (به آلمانی: Seevetal) یک منطقهٔ مسکونی در آلمان است که در هاربورگ واقع شده‌است. زفتال ۳۹٬۸۶۹ نفر جمعیت دارد.